# Max Brod

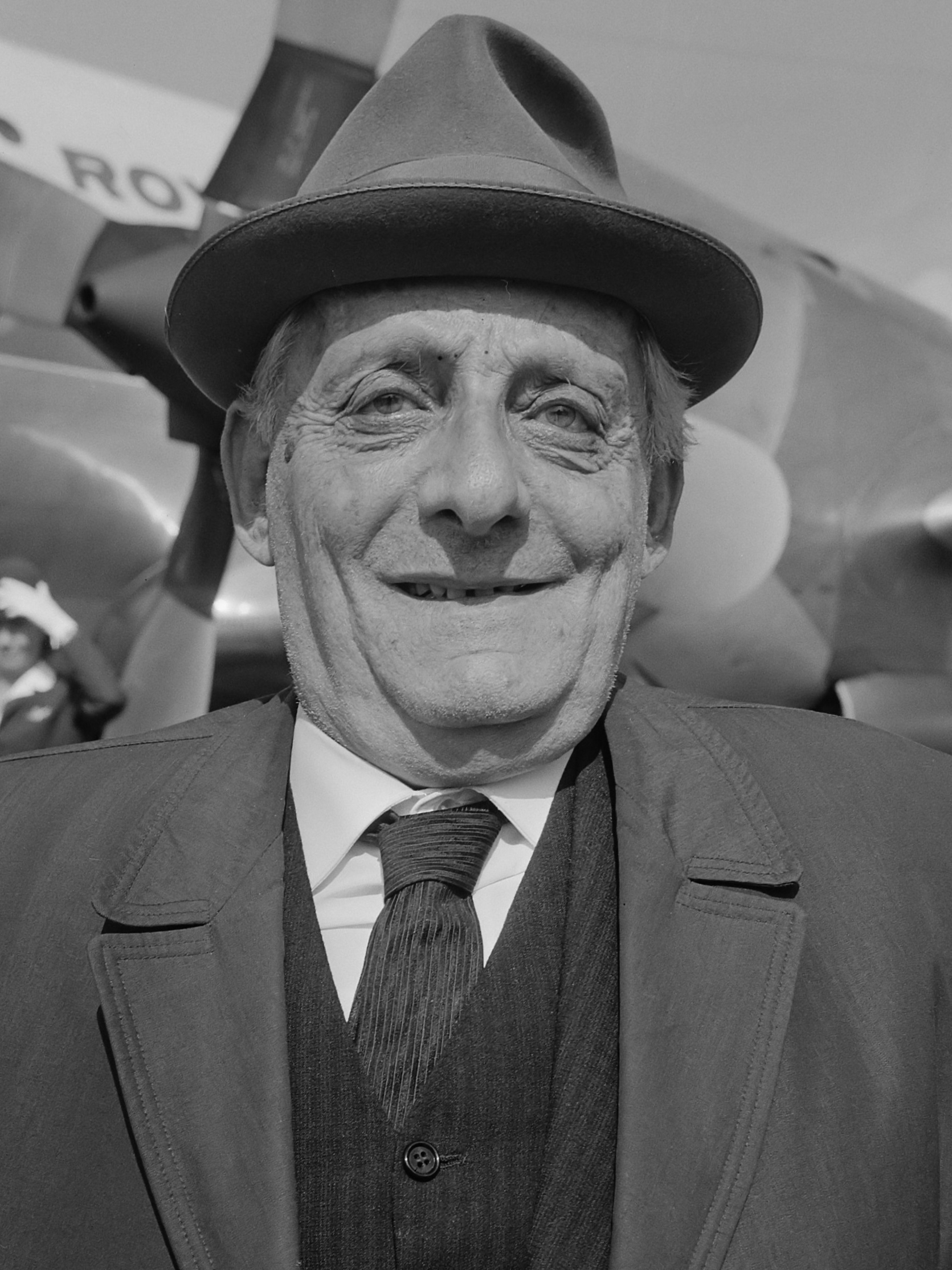
Max Brod (1965)

Max Brod (ur. 27 maja 1884 w Pradze, zm. 20 grudnia 1968 w Tel Awiwie) – czeski, a następnie izraelski pisarz i kompozytor narodowości żydowskiej, tworzący w języku niemieckim. Przyjaciel i biograf Franza Kafki, wykonawca jego testamentu.

## Życiorys
Urodził się w Pradze w 1884 roku w rodzinie niemieckojęzycznych Żydów. Uczęszczał do szkoły pijarów razem z wieloletnim przyjacielem Felixem Weltschem, następnie studiował prawo na Niemieckim Uniwersytecie Karola i Ferdynanda w Pradze. W 1907 roku ukończył studia i podjął pracę w służbie cywilnej. W 1912 roku pod wpływem Martina Bubera został syjonistą. W 1913 roku ożenił się z Elsą Taussig. Po odzyskaniu niepodległości przez Czechosłowację w 1918 roku przez krótki czas był wiceprzewodniczącym Jüdischer Nationalrat. Od 1924 roku pisał jako krytyk literacki do Prager Tagblatt.
W 1939 roku, po wkroczeniu Niemców do Pragi, Brod i jego żona Elsa uciekli do Palestyny i osiedlili się w Tel Awiwie. Pisał na potrzeby teatru Habima przez kolejne trzydzieści lat.

## Przyjaźń z Kafką
Brod poznał Kafkę 23 października 1902, gdy obaj jeszcze byli studentami na Uniwersytecie Karola. Wkrótce Brod i Kafka spotykali się bardzo często, niekiedy codziennie, i pozostali przyjaciółmi do śmierci Kafki. Kafka był częstym gościem w domu rodziców Broda, tam poznał przyszłą kochankę i narzeczoną Felice Bauer, kuzynkę przyrodniego brata Broda Maxa Friedmanna. Brod, Kafka i Weltsch tworzyli krąg przyjaciół (nazywany niekiedy „Der enge Prager Kreis”).
Wiadomo, że Brod wielokrotnie zapewniał Kafkę o jego talencie i przekonał go do publikacji części dzieł. Przypuszczalnie dzięki niemu Kafka zaczął pisać pamiętnik.

## Dzieła
Dzieła literackie
- Tod den Toten (1906)
- Schloss Nornepygge. Roman 1908
- Ein tschechisches Dienstmädchen (1909)
- Die Erziehung zur Hetäre (1909)
- Jüdinnen (1911)
- Weiberwirtschaft. Novellen 1913
- Anschauung und Begriff (razem z Felixem Weltschem) (1913)
- Die Höhe des Gefühls (1913)
- Ein Kampf um Wahrheit
  - Tycho Brahes Weg zu Gott (1915)
  - Reubeni, Fürst der Juden (1925)
  - Galilei in Gefangenschaft (1948)
- Die Frau, nach der man sich sehnt (1927)
- Die Frau, die nicht enttäuscht (1934)
- Novellen aus Böhmen (1936)
- Annerl (1937)
- Unambo (1949)
- Der Meister (1952)
- Beinahe ein Vorzugsschüler oder Piece touchee (1952)
- Das Schloß (1953)
- Armer Cicero (1955)
- Rebellische Herzen (1957)
- Prager Tagblatt (1957)
- Mira (1958)

Prace krytyczne
- Über die Schönheit häßlicher Bilder (1913)
- Heidentum, Christentum und Judentum (1921)
- Sternenhimmel. Musik- und Theatererlebnisse (1923)
- Leoš Janáček. Leben und Werk (1925)
- Heinrich Heine (1934)
- Rassentheorie und Judentum. Mit einem Anhang über den Nationalhumanismus von F. Weltsch (1936)
- Diesseits und Jenseits (2 tomy):
  - Von der Krisis der Seelen und vom Weltbildes der neuen Naturwissenschaft (1946)
  - Von der Unsterblichkeit der Seele, der Gerechtigkeit Gottes und einer neuen Politik (1947)
- Israels Musik (1951)
- Streitbares Leben (autobiografia) (1960)
- Johannes Reuchlin und sein Kampf (1965)

O Kafce
- Der Dichter Franz Kafka (1921)
- Franz Kafkas Nachlass (1924)
- Franz Kafka und Max Brod in ihren Doppelberufen (1927)
- Franz Kafkas Grunderlebnis (1931)
- Aus Franz Kafkas Kindertagen (1937)
- Franz Kafkas Glaubensposition (1937)
- Franz Kafka. Eine Biographie (pierwsze wydanie 1937, wydanie poprawione 1954, wydanie polskie Franz Kafka. Opowieść biograficzna, Warszawa 1982)
  - wydanie pod zmienionym tytułem Über Franz Kafka, 1974
- Das Jüdische in Franz Kafka (1947)
- Franz Kafkas Glauben und Lehre (1948)
- Franz Kafka als wegweisende Gestalt (1951)
- Ermordung einer Puppe namens Franz Kafka (1952)
- Verzweiflung und Erlösung im Werke Franz Kafkas (1959)
- Der Prager Kreis (1966)